# アラブ社会党
アラブ社会党（アラビア語: حركة الاشتراكيين العرب、Harakat Al-Ishtirakiyeen Al-'Arab）は、「アラブ社会主義運動」としても知られるシリアの政党である。
農民運動が起源のアラブ社会主義政党で、1930年代にアクラム・アル＝ホーラーニーが主導した反封建主義運動がもとになっているが、正式な結党は1950年1月5日である。1953年にアラブ・バアス党と合併し、アラブ社会主義バアス党の一員となったが、1963年に再結党された。再結党後、幾つかの派閥に分裂した。バアス党主導の体制を受け入れた派閥もあったが、海外へ亡命した創始者・ホーラーニーの派閥などはバアス党政権と対立した。政権側の政党連合である国民進歩戦線の一員となった派閥はアラブ社会党の名を維持したまま、2007年シリア議会選挙まで議席を獲得していた。こちらは反体制の主流派に対しダマスカス派と呼ばれる。旧アラブ社会党系の派閥だった国民請願党も国民進歩戦線に参画し、2012年シリア議会選挙でも250議席中3議席を得た。一方、政権と対立した派閥は活動を禁じられている反体制派の国民民主連合にアラブ社会党として参加し続けている。現在はムーニール・アル＝ビータールが代表を務め、2011年に結成された反政府連合の一つである民主的変革のための全国調整委員会にも加入している。